# Ribes aciculare
Ribes aciculare là một loài thực vật có hoa trong họ Grossulariaceae. Loài này được Sm. miêu tả khoa học đầu tiên năm 1815.